# لورا بيل باندي
لورا بيل باندي (بالإنجليزية: Laura Bell Bundy )‏ (و. 1981  م) هي مغنية، وممثلة أفلام، وممثلة مسرحية، وممثلة تلفزيونية، وكاتبة غنائية أمريكية، ولدت في يوكليد، أوهايو، بدأت مشوارها المهني سنة 1990.

## التعليم
تعلمت في Lexington Catholic High School ‏.

## وصلات خارجية
- لورا بيل باندي على موقع IMDb (الإنجليزية)
- لورا بيل باندي على موقع روتن توميتوز (الإنجليزية)
- لورا بيل باندي على موقع ألو سيني (الفرنسية)
- لورا بيل باندي على موقع ميوزك برينز (الإنجليزية)
- لورا بيل باندي على موقع أول موفي (الإنجليزية)
- لورا بيل باندي على موقع قاعدة بيانات برودواي على الإنترنت (الإنجليزية)
- لورا بيل باندي على موقع قاعدة بيانات برودواي على الإنترنت (الإنجليزية)
- لورا بيل باندي على موقع أول ميوزيك (الإنجليزية)
- لورا بيل باندي على موقع ديسكوغز (الإنجليزية)
- لورا بيل باندي على موقع قاعدة بيانات الفيلم (الإنجليزية)